# Heteromarphysa tenuis
Heteromarphysa tenuis är en ringmaskart som beskrevs av Addison Emery Verrill 1900. Heteromarphysa tenuis ingår i släktet Heteromarphysa och familjen Eunicidae. Inga underarter finns listade i Catalogue of Life.